# 布埃納維斯塔車站

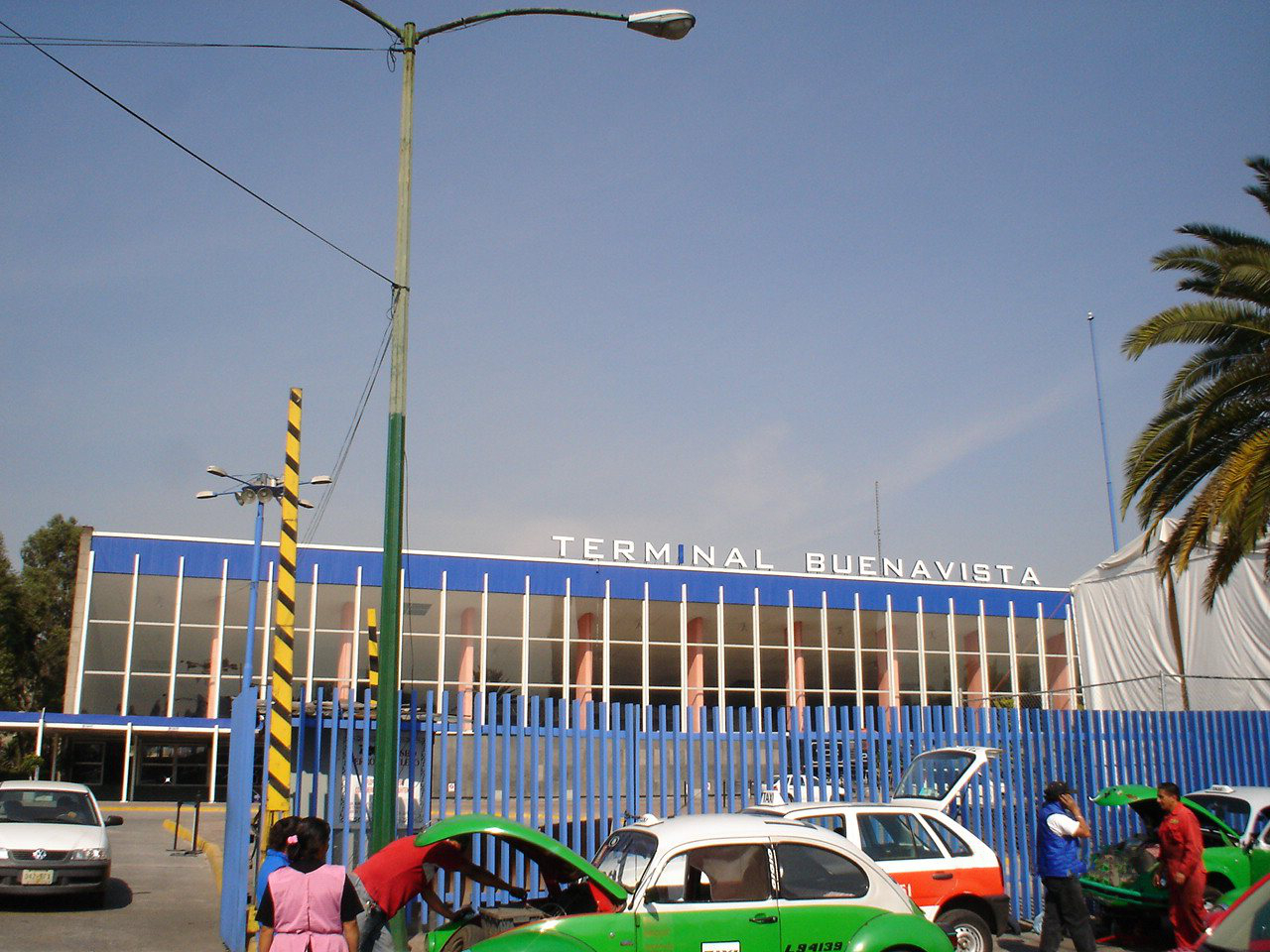
布埃納維斯塔車站（2006年）

布埃納維斯塔車站（西班牙語：Estación de Buenavista）是墨西哥首都墨西哥城的一個客運火車站，啟用於1873年。該站提供城際客運鐵路服務，直到1997年由墨西哥國家鐵路公司停止服務。2008年6月，該站重新開放，作為新開通的通勤鐵路墨西哥大都會地區山谷市郊鐵路的終點站。墨西哥城地鐵亦與本站共構。